# Sierra Leone op de Gemenebestspelen

Vlag van Sierra Leone

Sierra Leone is een van de landen die deelneemt aan de Gemenebestspelen (of Commonwealth Games). Sinds 1958 heeft Sierra Leone dertienmaal deelgenomen. In totaal over deze dertien  edities won Sierra Leone nog geen enkele medaille.

## Medailles
| Sierra Leone op de Gemenebestspelen | Sierra Leone op de Gemenebestspelen | Sierra Leone op de Gemenebestspelen | Sierra Leone op de Gemenebestspelen | Sierra Leone op de Gemenebestspelen | Sierra Leone op de Gemenebestspelen |
| ----------------------------------- | ----------------------------------- | ----------------------------------- | ----------------------------------- | ----------------------------------- | ----------------------------------- |
| Jaar                                | Goud                                | Zilver                              | Brons                               | Totaal                              | Rang                                |
| 1958                                | -                                   | -                                   | -                                   | -                                   | /                                   |
| 1966                                | -                                   | -                                   | -                                   | -                                   | /                                   |
| 1970                                | -                                   | -                                   | -                                   | -                                   | /                                   |
| 1978                                | -                                   | -                                   | -                                   | -                                   | /                                   |
| 1990                                | -                                   | -                                   | -                                   | -                                   | /                                   |
| 1994                                | -                                   | -                                   | -                                   | -                                   | /                                   |
| 1998                                | -                                   | -                                   | -                                   | -                                   | /                                   |
| 2002                                | -                                   | -                                   | -                                   | -                                   | /                                   |
| 2006                                | -                                   | -                                   | -                                   | -                                   | /                                   |
| 2010                                | -                                   | -                                   | -                                   | -                                   | /                                   |
| 2014                                | -                                   | -                                   | -                                   | -                                   | /                                   |
| 2018                                | -                                   | -                                   | -                                   | -                                   | /                                   |
| 2022                                | -                                   | -                                   | -                                   | -                                   | /                                   |